# Veenendaal
Veenendaal (IPA: [ˈveːnə(n)ˌdaːl]ⓘ) község és város Hollandiában, Utrecht tartományban. Lakosainak száma 66 912 fő (2021. január 1.). Veenendaal Renswoude, Ede, Utrechtse Heuvelrug és Rhenen községekkel határos.

## Galéria

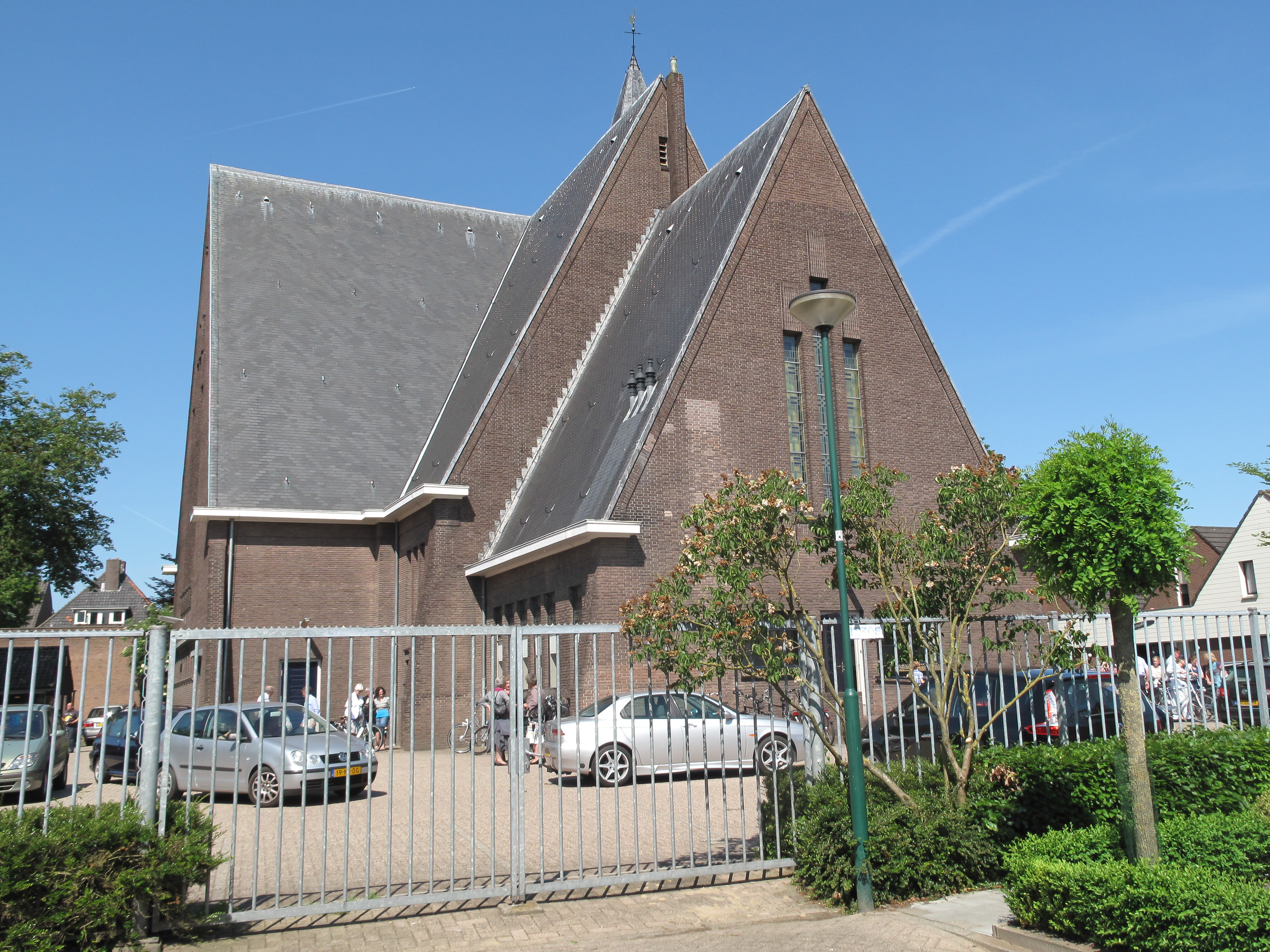
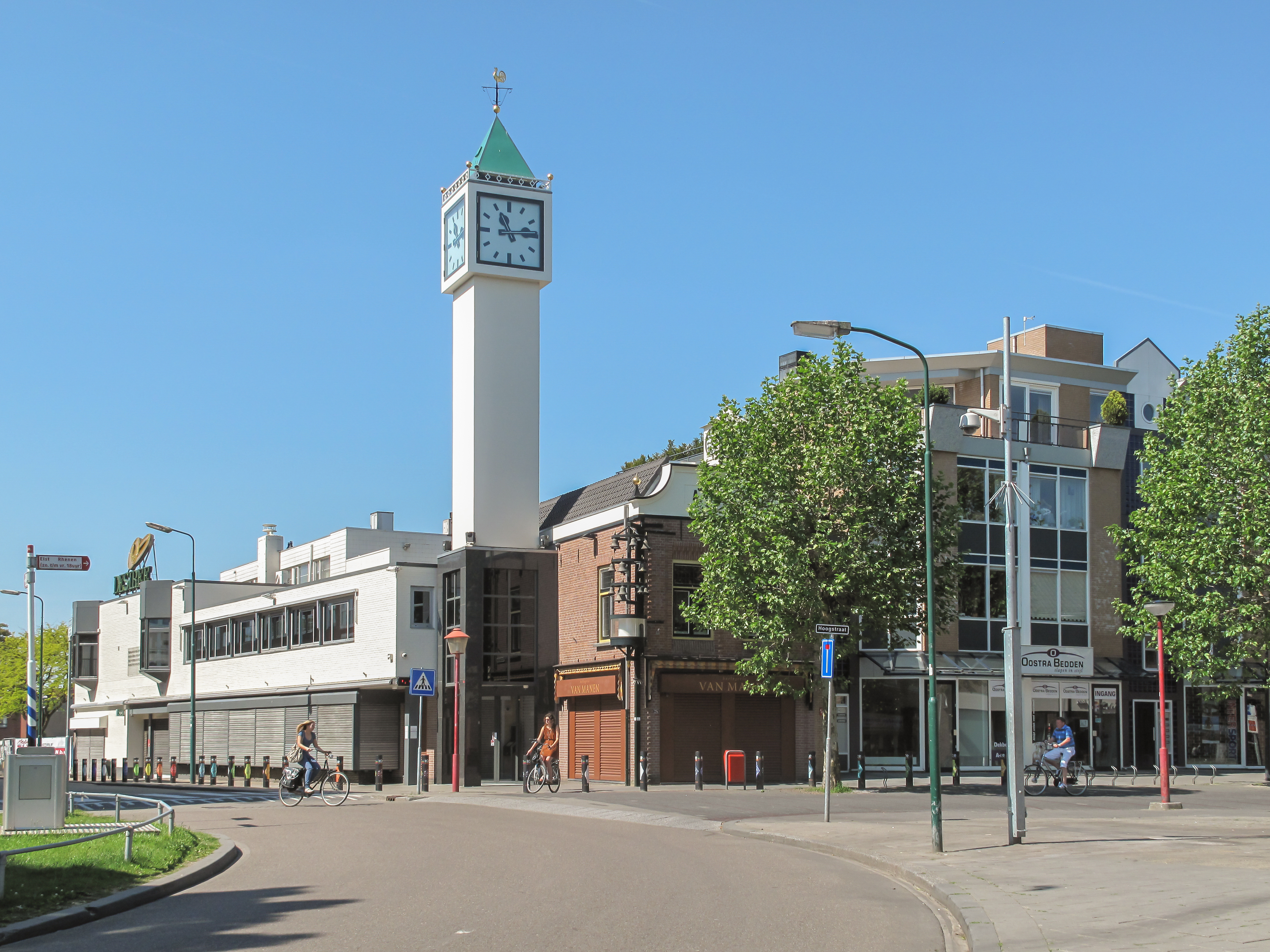
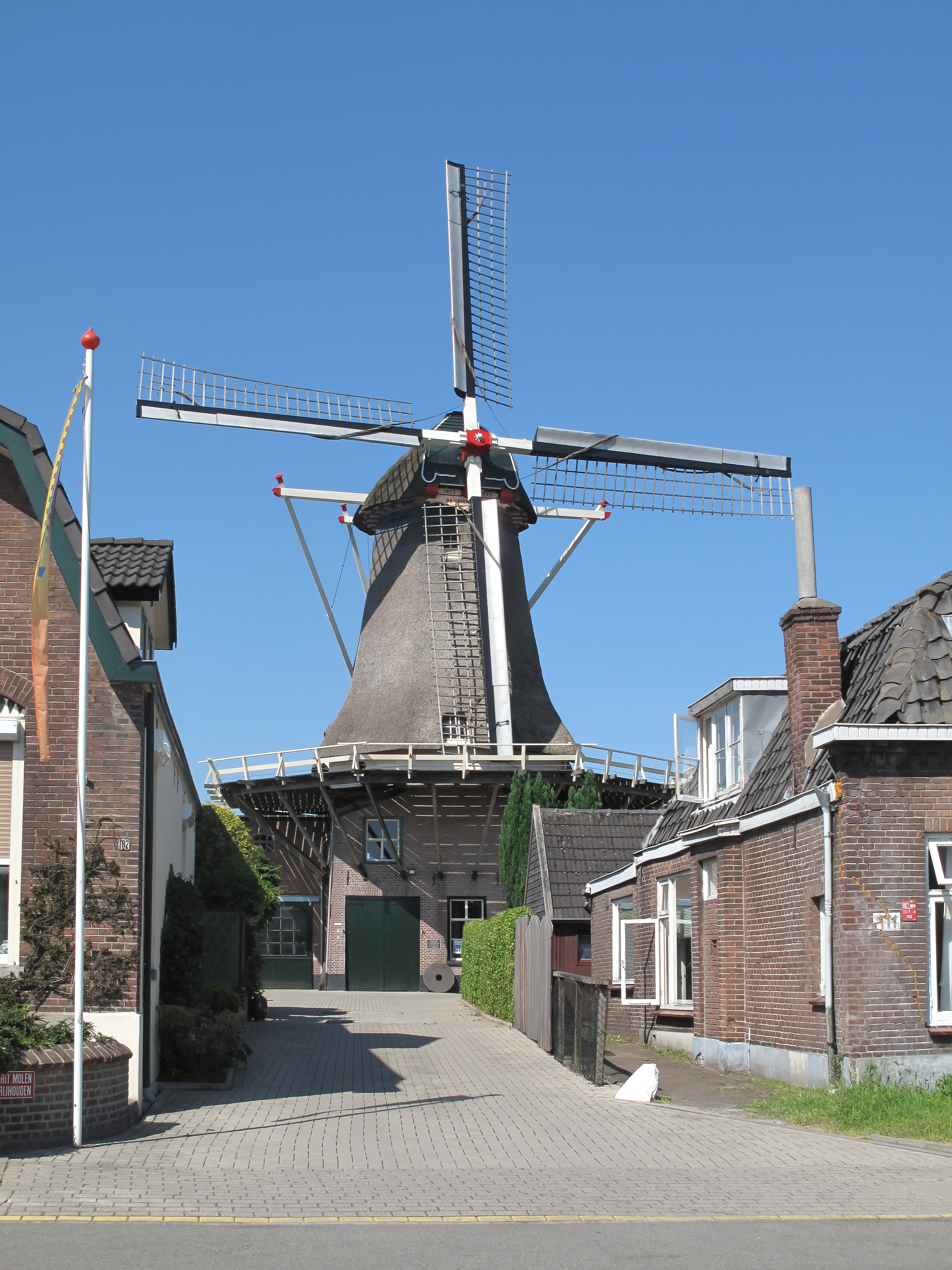
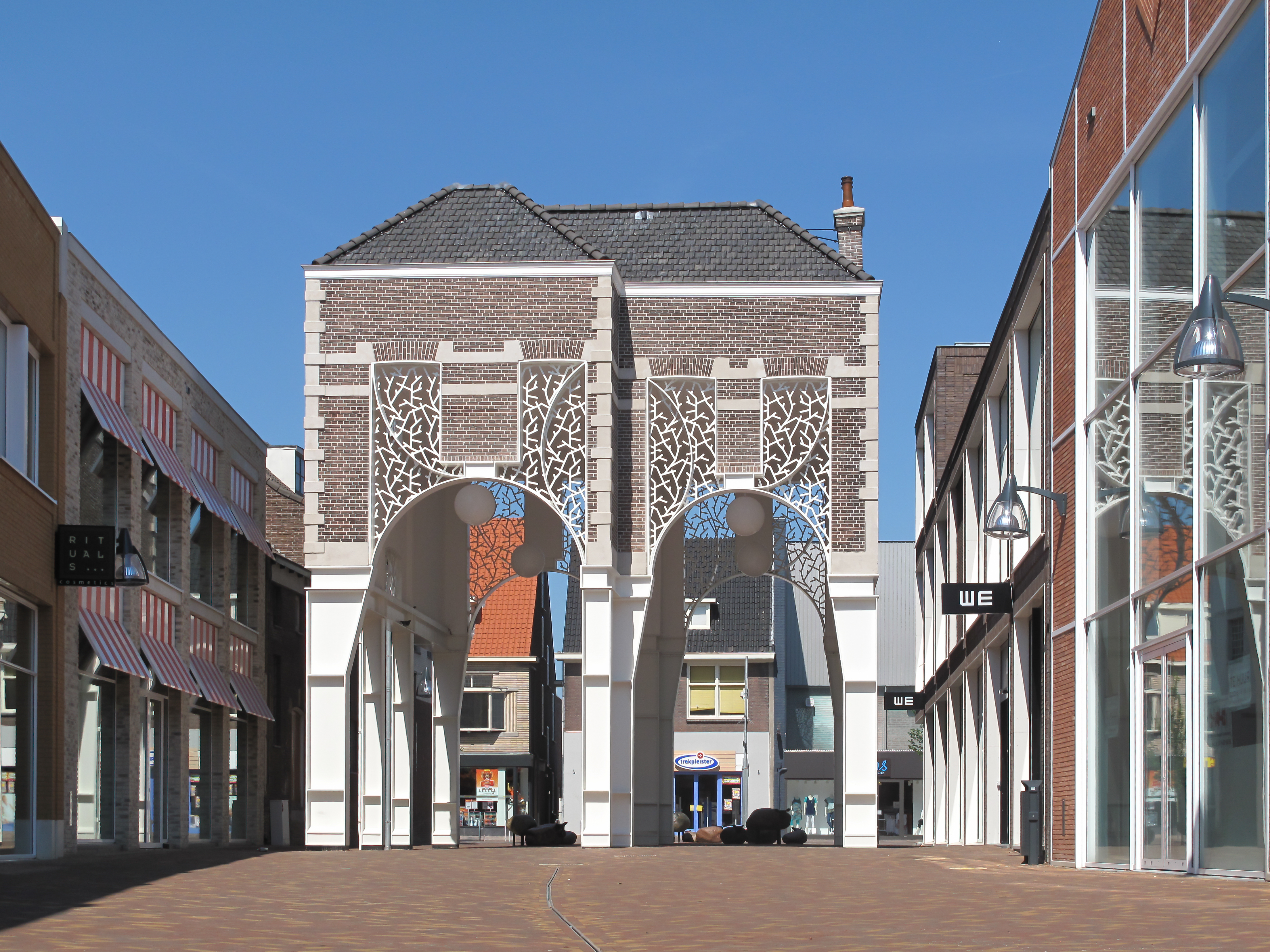

## Népesség
A település népességének változása:
| Lakosok száma | 2043 | 2997 | 4030 | 5345 | 13 447 | 31 292 | 60 392 | 63 812 | 65 589 | 66 912 |
|               | 1815 | 1840 | 1879 | 1899 | 1947   | 1971   | 2000   | 2016   | 2019   | 2021   |